# Los Almendros-Son Pacs

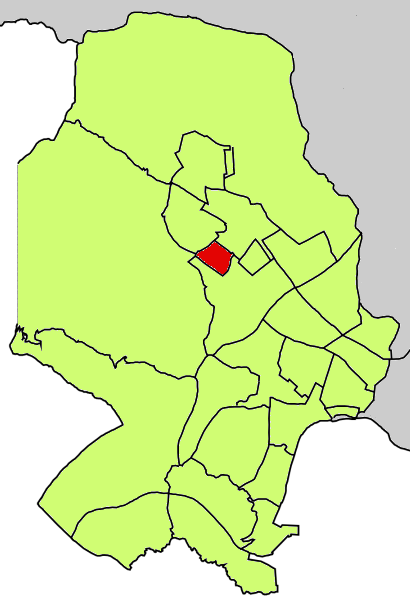
Localització de Los Almendros respecte del Districte de Ponent.

Los Almendros-Son Pacs és un barri de la ciutat de Palma del districte Ponent. Es troba del·limitat pels barris de Son Serra-La Vileta, Son Rapinya, Son Xigala i Son Vida.

## Història
El barri va ser urbanitzat en dos fases. Durant la dècada del 1960 es va urbanitzar la zona de Son Pacs, uns terrenys on el s. XVI hi havia un rafal. La urbanització de Los Almendros va tenir lloc una dècada més tard, en els terrenys on abans estaven les cases de la possessió de Son Quint, que havia estat una de les més importants de Palma, tant per la seva extensió (700 quarterades repartides entre els termes municipals de Palma, Puigpunyent i Calvià) com per les seves cases. En fer-se la urbanització es van derrocar les cases, malgrat l'oposició popular.

## Població
A 1-1-2018 hi havia 2.968 persones empadronades i una densitat de 200,5 persones per hectàrea. De cada 100 persones empadronades, 13 han nascut a l'estranger, 6 en països extracomunitaris.